# Anopheles ahomi
Anopheles ahomi este o specie de țânțari din genul Anopheles, descrisă de Chowdhury în anul 1929. Conform Catalogue of Life specia Anopheles ahomi nu are subspecii cunoscute.